# Puntate di Techetechete' (prima stagione)
La prima stagione del programma televisivo italiano di videoframmenti Techetechete', denominata Il nuovo che fu e composta da 67 puntate, è andata in onda in access prime time su Rai 1 dal 2 luglio all'8 settembre 2012.

## Caratteristiche
Nella prima stagione dal lunedì al venerdì in ogni puntata venivano trasmessi spezzoni televisivi e cinematografici di tre artisti noti dello spettacolo, mentre il sabato e la domenica il filo conduttore era rappresentato da un argomento a tema.
Johnny Charlton, ex chitarrista dei The Rokes, interviene come voce fuori campo, che introduce il finale di ogni puntata ed elenca i personaggi mostrati, senza essere stati nominati in precedenza: questi ultimi alternano i loro brevi commenti, estrapolati da interviste o interventi provenienti dagli Archivi Rai, alle immagini di cantanti e personaggi dello spettacolo, al contrario citati da didascalie in sovrimpressione.

## Puntate
| Puntata       | Messa in onda | Titolo                                              | Note                                                                                             | Telespettatori | Share  | Fonte |
| ------------- | ------------- | --------------------------------------------------- | ------------------------------------------------------------------------------------------------ | -------------- | ------ | ----- |
| 1             | 2 luglio      | Renzo, il piacione e la svampita                    | Puntata dedicata a Renzo Arbore, Christian De Sica e Minnie Minoprio                             | 2.874.000      | 14,41% | [ 2 ] |
| 2             | 3 luglio      | Roberto, la Ride-Maxima e Mister Pongo              | Puntata dedicata a Roberto Benigni, Sabina Guzzanti ed Henri Salvador                            | 3.000.000      | 15,19% | [ 3 ] |
| 3             | 4 luglio      | Paolo, la matrona e I quattro meno una              | Puntata dedicata a Paolo Villaggio, Marisa Laurito e i Ricchi e Poveri                           | 2.929.000      | 14,59% | [ 4 ] |
| 4             | 5 luglio      | Beppe, il duro e la virtuosa                        | Puntata dedicata a Beppe Grillo, Fred Buscaglione e Paola Cortellesi                             | 2.930.000      | 15,22% | [ 5 ] |
| 5             | 6 luglio      | Ugo, Zazà e il triestino                            | Puntata dedicata a Ugo Tognazzi, Gabriella Ferri e Lelio Luttazzi                                | 2.854.000      | 15,03% | [ 6 ] |
| 6             | 7 luglio      | Il nostro concerto                                  | Puntata dedicata ai direttori d'orchestra                                                        | 2.904.000      | 18,89% | [ 7 ] |
| 7             | 8 luglio      | Lando, Tip tap e la nostra Mia                      | Puntata dedicata a Lando Buzzanca, Don Lurio e Mia Martini                                       | 2.574.000      | 15,71% |       |
| 8             | 9 luglio      | Fiorello, La Fior di Donna e il Cama-Teo-nte        | Puntata dedicata a Fiorello, Marisa Del Frate e Teo Teocoli                                      | 3.169.000      | 16,64% |       |
| 9             | 10 luglio     | Raffaella, la signorina e i canarini                | Puntata dedicata a Raffaella Carrà, Anna Mazzamauro e l'Equipe 84                                | 3.173.000      | 16,46% |       |
| 10            | 11 luglio     | Quartetto Cetra, quelli di Quelo e il pupolone      | Puntata dedicata al Quartetto Cetra, Enrico Brignano e Corrado Guzzanti                          | 2.920.000      | 15,35% |       |
| 11            | 12 luglio     | Enrico, l'istrione e la soubrette                   | Puntata dedicata a Enrico Montesano, Renato Zero e Lauretta Masiero                              | 3.261.000      | 17,73% |       |
| 12            | 13 luglio     | Sandra, il fatalone e il sussurrante                | Puntata dedicata a Sandra Mondaini, Carlo Dapporto e Tony Renis                                  | 3.031.000      | 16,75% |       |
| 13            | 14 luglio     | La testa nel pallone                                | Puntata dedicata al mondo del calcio                                                             | 3.035.000      | 19,72% |       |
| 14            | 15 luglio     | Sanremo che spasso                                  | Puntata dedicata al Festival di Sanremo                                                          | 3.115.000      | 19,04% |       |
| 15            | 16 luglio     | Carlo, il Teatrante e CantaNapoli                   | Puntata dedicata a Carlo Verdone, Renato Carosone e Aroldo Tieri                                 | 3.340.000      | 17,19% |       |
| 16            | 17 luglio     | Franco e Ciccio, la Bella al Ballo e i Bellicapelli | Puntata dedicata a Franco Franchi e Ciccio Ingrassia, Milly Carlucci e i The Rokes               | 3.537.000      | 17,82% |       |
| 17            | 18 luglio     | Marcello, il Trio con Brio e la Provocante          | Puntata dedicata a Marcello Marchesi, Marchesini-Lopez-Solenghi e Loredana Bertè                 | 3.269.000      | 17,44% |       |
| 18            | 19 luglio     | Giorgio, l'incomunicomica e lo smilzatino           | Puntata dedicata a Giorgio Gaber, Monica Vitti e Pippo Franco                                    | 3.167.000      | 13,85% |       |
| 19            | 20 luglio     | Marcello, la zanzara e il gigante                   | Puntata dedicata a Marcello Mastroianni, Rita Pavone e Gianni Agus                               | 3.147.000      | 17,53% |       |
| 20            | 21 luglio     | Duplex                                              | Puntata dedicata alle coppie artistiche                                                          | 2.799.000      | 17,05% |       |
| 21            | 22 luglio     | Figli delle stelle                                  | Puntata dedicata allo spazio                                                                     | 3.367.000      | 18,34% |       |
| 22            | 23 luglio     | Bice, il bolognese e il trasformattore              | Puntata dedicata a Bice Valori, Lucio Dalla e Oreste Lionello                                    | 3.957.000      | 17,80% |       |
| 23            | 24 luglio     | Franca, Zanichelli e il caschetto                   | Puntata dedicata a Franca Valeri, Nino Frassica e Caterina Caselli                               | 3.936.000      | 18,80% |       |
| 24            | 25 luglio     | Paolo, Rose Rosse e la tazzina                      | Puntata dedicata a Massimo Ranieri, Paolo Panelli e Jack La Cayenne                              | 3.609.000      | 17,87% |       |
| 25            | 26 luglio     | Pippo, la discobambina e i Fratelli Blues           | Puntata dedicata a Pippo Baudo, Heather Parisi e Lillo e Greg                                    | 3.244.000      | 17,07% |       |
| 26            | 27 luglio     | Olimpiade comica                                    | Puntata dedicata allo sport                                                                      | 3.864.000      | 20,97% |       |
| 27            | 28 luglio     | Guardie e ladri                                     | N.D.                                                                                             | 2.436.000      | 14,70% |       |
| 28            | 29 luglio     | Sanremo da paura                                    | Puntata dedicata al Festival di Sanremo                                                          | 2.555.000      | 13,76% |       |
| 29            | 30 luglio     | Gino, i Settentrioterroni e l'Enigmatica            | Puntata dedicata a Gino Bramieri, Aldo, Giovanni e Giacomo e Amanda Lear                         | 2.975.000      | 14,24% |       |
| 30            | 31 luglio     | Vittorio, un mix di Max e Amore ciao                | Puntata dedicata a Vittorio Gassman, Max Giusti e Max Tortora e Dalida                           | 2.789.000      | 13,41% |       |
| 31            | 1º agosto     | Massimo, stizzetta e gli scorfani                   | Puntata dedicata a Massimo Troisi, Luciana Littizzetto e i Brutos                                | 2.890.000      | 14,62% |       |
| 32            | 2 agosto      | Delia, la rossa e l'ammiccattore                    | Puntata dedicata a Delia Scala, Milva e Pino Caruso                                              | 2.278.000      | 11,40% |       |
| 33            | 3 agosto      | Mimmo, Marsupio e Nonno Rivista                     | Puntata dedicata a Domenico Modugno, Giorgio Panariello e Lino Banfi                             | 2.863.000      | 15,68% |       |
| 34            | 4 agosto      | La Tv dei Ragazzi                                   | Puntata dedicata alla tv dei ragazzi                                                             | 2.377.000      | 15,35% |       |
| 35            | 5 agosto      | Maghi, Magagne e Magoni                             | Puntata dedicata alla magia                                                                      | 2.037.000      | 11,53% |       |
| 36            | 6 agosto      | Raimondo, la s-coppia e lo scugnizzone              | Puntata dedicata a Raimondo Vianello, Al Bano e Romina Power e Vincenzo Salemme                  | 3.106.000      | 15,88% |       |
| 37            | 7 agosto      | Paolo, Rose Rosse e la tazzina (replica)            | Puntata dedicata a Massimo Ranieri, Paolo Panelli e Jack La Cayenne                              | 2.859.000      | 15,55% |       |
| 38            | 8 agosto      | Claudio, Voce-e-voci e Leo-e-lei                    | Puntata dedicata a Claudio Villa, Loretta Goggi e Leo Gullotta                                   | 2.898.000      | 16,23% |       |
| 39            | 9 agosto      | Gigi, il piccolo Elvis e la quasi-Vamp              | Puntata dedicata a Gigi Proietti, Little Tony e Renato Zero                                      | 2.720.000      | 14,90% |       |
| 40            | 10 agosto     | Corrado, il Politicomico e la Malavirtuosa          | Puntata dedicata a Corrado, Maurizio Crozza e Ornella Vanoni                                     | 2.588.000      | 14,54% |       |
| 41            | 11 agosto     | Colpi di fulmine                                    | Puntata dedicata all'amore                                                                       | 2.713.000      | 16,70% |       |
| 42            | 12 agosto     | Cari attrezzi                                       | Puntata dedicata ai mezzi di trasporto                                                           | 2.982.000      | 18,27% |       |
| 43            | 13 agosto     | Nino, il Poetante e la Danzattrice                  | Puntata dedicata a Nino Manfredi, Sergio Endrigo e Lorella Cuccarini                             | 3.540.000      | 20,59% |       |
| 44            | 14 agosto     | Alighiero, il Belsorriso e il Cantaestate           | Puntata dedicata a Alighiero Noschese, Raffaele Pisu ed Edoardo Vianello                         | 3.586.000      | 22,34% |       |
| 45            | 16 agosto     | Albertone, il Romantico e le calze a rete           | Puntata dedicata a Alberto Sordi, Renato Rascel e alle Gemelle Kessler                           | 3.581.000      | 21,60% |       |
| 46            | 17 agosto     | Johnny, la Platinata e i Benedettitoscani           | Puntata dedicata a Johnny Dorelli, Isabella Biagini e i Giancattivi                              | 3.252.000      | 20,17% |       |
| 47            | 18 agosto     | Signori e signore Buonasera                         | Puntata dedicata ai conduttori                                                                   | 3.286.000      | 21,40% |       |
| 48            | 19 agosto     | La tv che c'era una volta                           | Puntata dedicata alla televisione d'annata                                                       | 2.798.000      | 17,04% |       |
| 49            | 20 agosto     | Aldo, la Lasciacanzoni e Adessolui                  | Puntata dedicata a Aldo Fabrizi, Antonella Clerici ed Eros Ramazzotti                            | 3.740.000      | 20,79% |       |
| 50            | 21 agosto     | Mike, le Bellegioie e la Senzaetà                   | Puntata dedicata a Mike Bongiorno, Cochi e Renato e Gigliola Cinquetti                           | 3.692.000      | 20,86% |       |
| 51            | 22 agosto     | Adriano, i Proiettili e i Tiratardi                 | Puntata dedicata a Adriano Celentano, i ragazzi di Gigi Proietti e il cast di Quelli della notte | 3.718.000      | 20,93% |       |
| 52            | 23 agosto     | Son finiti i soldi                                  | Puntata dedicata al denaro                                                                       | 3.511.000      | 19,92% |       |
| 53            | 24 agosto     | Mina, l'Eternogianni e l'Affabulatore               | Puntata dedicata a Mina, Gianni Morandi e Paolo Bonolis                                          | 3.516.000      | 20,90% |       |
| 54            | 25 agosto     | Fermate il tempo                                    | N.D.                                                                                             | 2.979.000      | 18,43% |       |
| 55            | 26 agosto     | Gianfranco, l'intelligene e i cabaret ‘70           | Puntata dedicata a Gianfranco Funari, Gene Gnocchi e i Gatti di Vicolo Miracoli                  | 3.290.000      | 17,34% |       |
| 56            | 27 agosto     | Belle con l'anima                                   | N.D.                                                                                             | 4.150.000      | 19,38% |       |
| 57            | 28 agosto     | Quelli belli come noi                               | N.D.                                                                                             | 4.207.000      | 19,70% |       |
| 58            | 29 agosto     | Il mondo nello stivale                              | N.D.                                                                                             | 3.965.000      | 19,23% |       |
| 59            | 30 agosto     | 2 di tutti                                          | N.D.                                                                                             | 4.256.000      | 19,92% |       |
| 60            | 31 agosto     | Pronti che parlano                                  | N.D.                                                                                             | 3.968.000      | 17,86% |       |
| 61            | 1º settembre  | Avanspettacolo                                      | N.D.                                                                                             | 3.633.000      | 17,55% |       |
| 62            | 2 settembre   | Testa e coda                                        | N.D.                                                                                             | 3.552.000      | 15,86% |       |
| 63            | 3 settembre   | A grande richiesta                                  | N.D.                                                                                             | 4.740.000      | 19,14% |       |
| 64            | 4 settembre   | A grande richiesta                                  | N.D.                                                                                             | 4.849.000      | 19,68% |       |
| 65            | 5 settembre   | A grande richiesta                                  | N.D.                                                                                             | 4.907.000      | 20,19% |       |
| 66            | 6 settembre   | A grande richiesta                                  | N.D.                                                                                             | 4.900.000      | 20,42% |       |
| 67            | 8 settembre   | A grande richiesta                                  | N.D.                                                                                             | 3.892.000      | 20,63% |       |
| Media Auditel | Media Auditel | Media Auditel                                       | Media Auditel                                                                                    | 3.307.000      | 17,48% |       |